# Milcao
El milcao o melcao —llamado también por ultracorrección milcado— es una especie de pan de papas que se prepara mezclando papas crudas y cocidas con otros ingredientes. Forma parte de la cocina del sur de Chile, particularmente de la cocina tradicional del archipiélago de Chiloé. Es un ingrediente importante del curanto y del lloco y aparece frecuentemente en el folclore chilote como parte de canciones y adivinanzas. La emigración de muchas familias de Chiloé hacia la Patagonia durante la segunda mitad del siglo XIX y todo el siglo XX ha llevado esta comida hacia la zona austral de Chile.

## Preparación

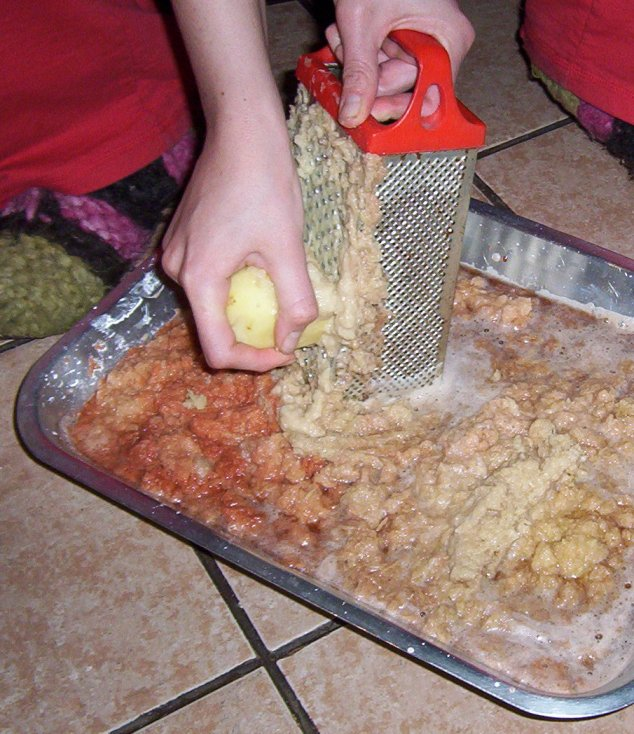
Rallado de papas para preparar milcaos.

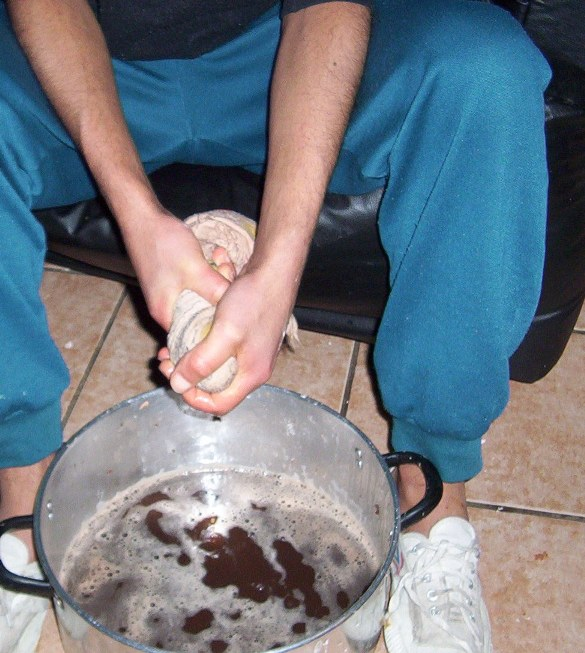
Exprimiendo papas ralladas para quitarles el agua y preparar milcaos.

El ingrediente más importante de los milcaos son las papas y en Chiloé se conocen variedades nativas que sirven específicamente para prepararlos. Una parte de las papas se cocina y se muele. Mientras tanto la otra, más de la mitad, se ralla y se exprime o se mezcla directamente. Los métodos para rallar las papas varían desde un pedazo de piedra pómez hasta una máquina a motor que permite rallar muchos kilos de papas en poco tiempo. La papa rallada se cuela usando un paño y se exprime con fuerza para extraerle el agua, aunque se considera bueno que no quede completamente seca. De esta forma se hacen los milcaos colados que son la forma más frecuente de prepararlos; de no exprimir las papas ralladas se llaman milcaos rallados (al ser frecuente en Chile la omisión de la d intervocálica, estos nombres riman). El agua colada contiene almidón disuelto y por eso se guarda para dejarla decantar y obtener el chuño o lío.
Por su parte las bolas de papas exprimidas, que adoptan un color rojizo a causa de la oxidación, se amasan con las papas cocidas. Se agrega sal y manteca y se les da forma de disco sosteniéndolos en la palma de una mano y golpeándolos con la otra. El añadido de chicharrones es opcional.

## Variantes

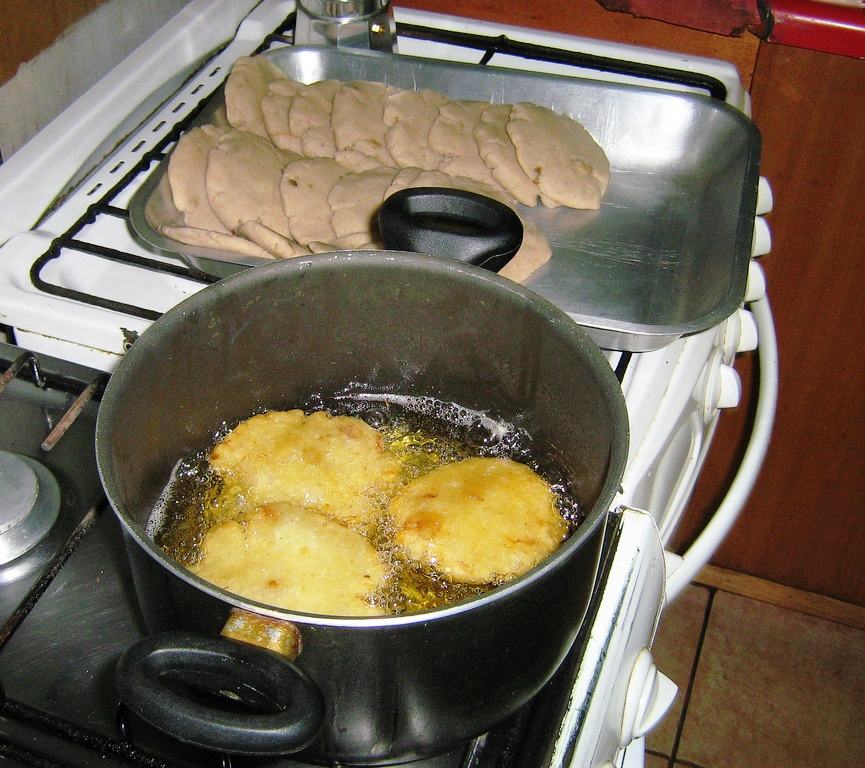
Preparación de milcaos fritos.

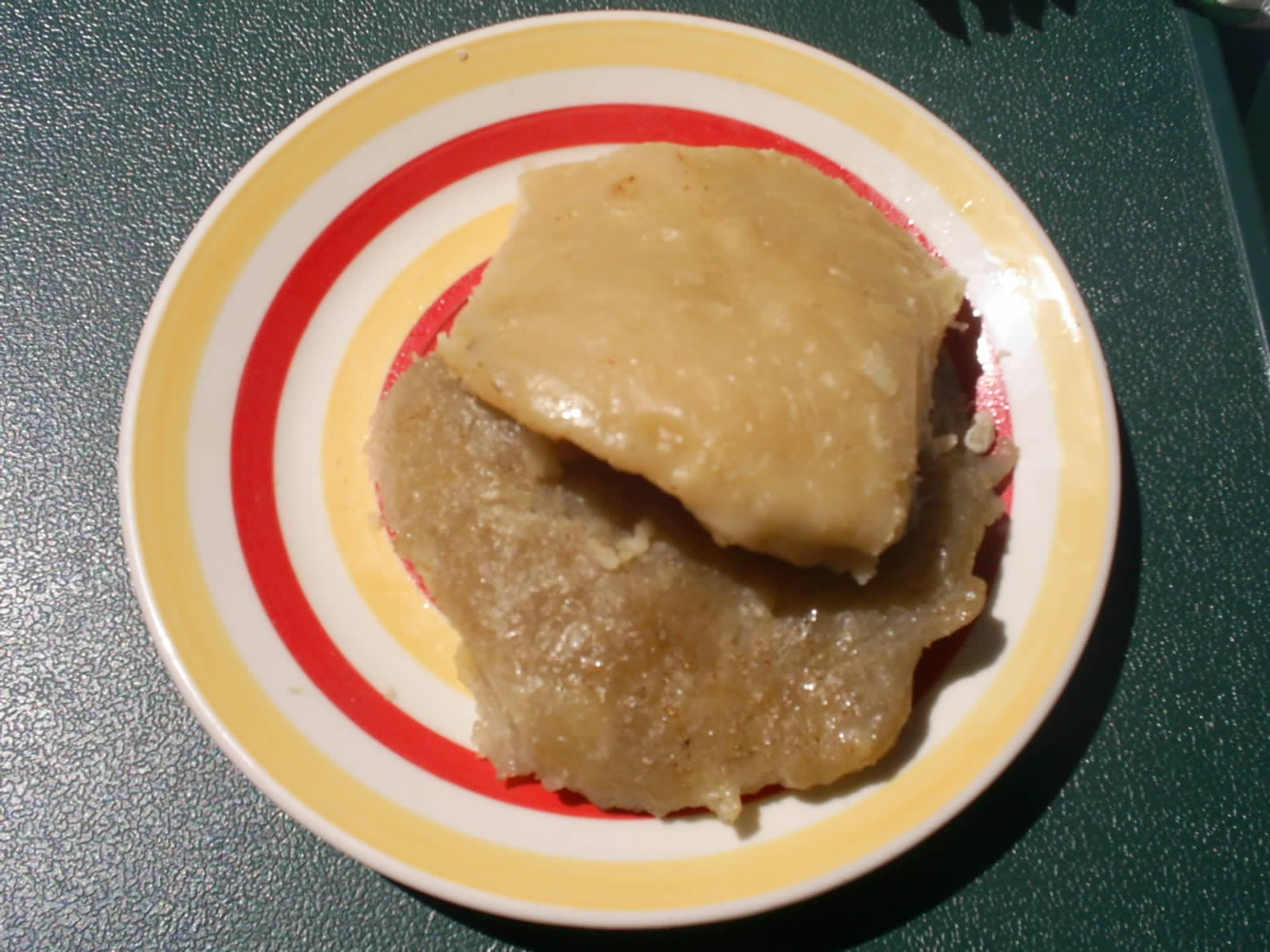
Milcaos de curanto.

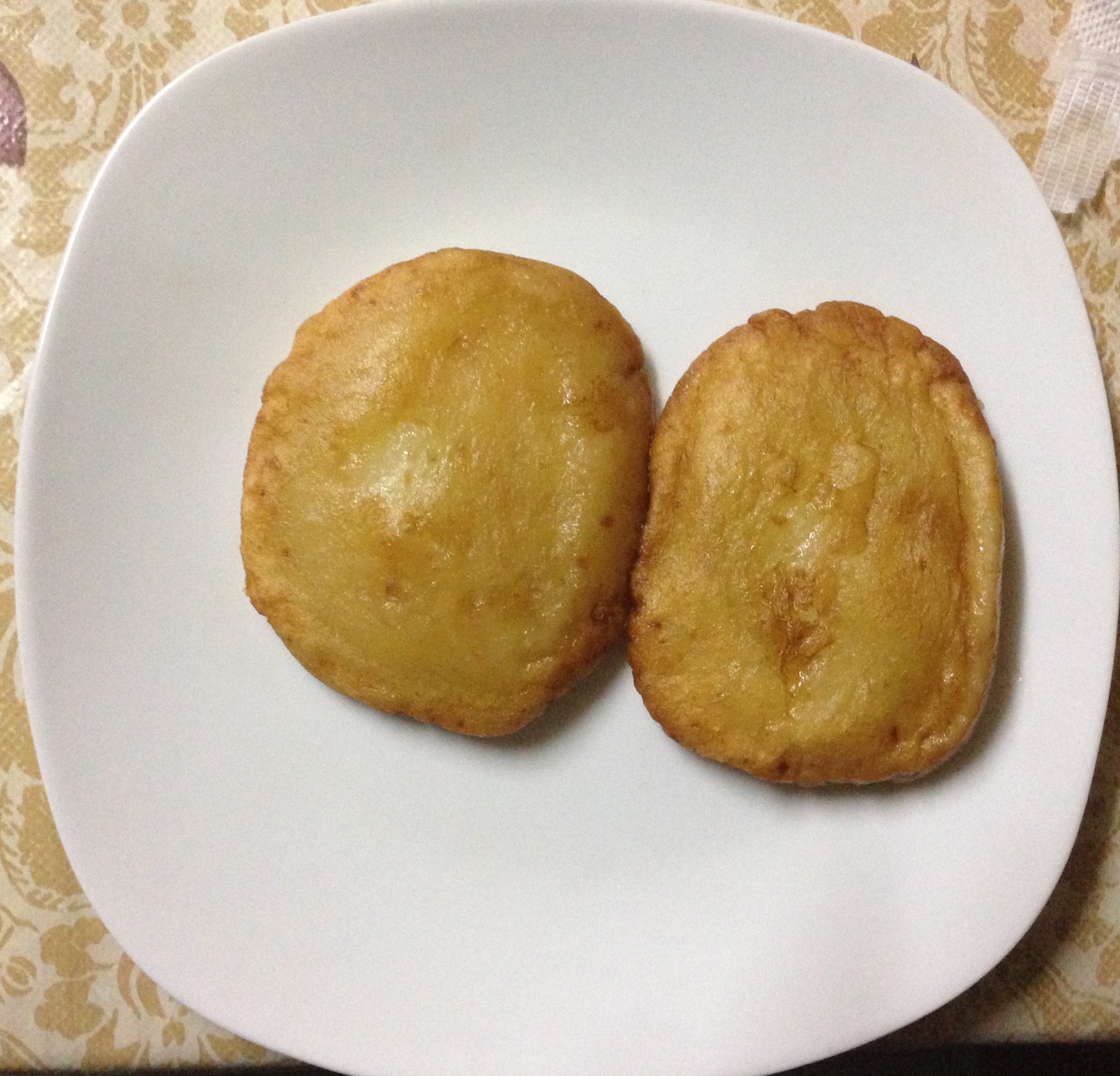
Milcaos de chuño

La mayor parte de los milcaos que se preparan son salados y se les agregan chicharrones (trozos de carne y grasa de chancho), pero también existen variantes dulces o neutras.
- Milcaos de horno y milcaos fritos: Son las formas usuales de preparación. Pueden contener chicharrones insertos en la masa o estar rellenos de ellos a semejanza de una empanada. La corteza es de color café rojizo y el interior es gris.

- Milcaos de curanto: Se cocinan al vapor en una de las capas superiores del curanto, cubiertos por ramas de avellano o pangues. Tienen un color gris violáceo oscuro y su sabor contiene parte del de las hojas acompañantes. Son menos comunes por lo complejo que resulta preparar un curanto.

- Milcaos pelados o vaemes: Son milcaos que se cocinan hervidos y se comen endulzados con miel o azúcar. Muchas personas los rechazan por su color gris y su consistencia viscosa.

- Milcaos de chuño: Difieren de los anteriores porque en vez de usar papas ralladas se usa el chuño que se obtuvo al prepararlas. Se preparan fritos y tienen un color gris amarillento por fuera y gris brillante por dentro. Si se hacen hervidos también se llaman vaemes y pueden consumirse endulzados.